# Paolo II Vitelli
Paolo II Vitelli (Città di Castello, 1519 – Parma, febbraio 1574) è stato un condottiero e cavaliere italiano, marchese di Cetona e di Carmiano.

## Biografia

### Origini ed esordi
Nato nel 1519 a Città di Castello, figlio di Niccolò II Vitelli, Paolo II è stato sicuramente tra gli uomini più fedeli del papa Paolo III e dei Duchi di Parma e Piacenza. Nel 1538, Paolo accompagna il papa Farnese al congresso di Nizza; tornato in Italia,il Vitelli prende parte con alla Guerra di Pier Luigi Farnese contro la famiglia patrizia romana dei Colonna, capitanata da Ascanio, che si era ribellato in seguito alla tassa sul sale indetta da papa Paolo III, che porterà ribellioni anche in Umbria (la cosiddetta "Guerra del Sale"); a questa guerra parteciperà anche lo zio di Paolo, Alessandro Vitelli, capitano ben più onorato del giovane nipote. Recatosi a Pitigliano dopo la vittoria sui Colonna, il Vitelli assiste al duello tra Ascanio della Corgna e Giannino Taddei, capitano fiorentino, dove Paolo II, come il suo generale Pier Luigi Farnese, appoggiò il della Corgna, che vinse il duello

### Nel Ducato di Parma e Piacenza
Nominato luogotenente generale della cavalleria pontificia nel 1546, il Vitelli parte per la Germania, dove il Papa aveva mandato le sue milizie comandate da Ottavio Farnese per contrastare le forze protestanti della Lega di Smalcalda; arrivato a Ulm, il Vitelli vi trova lo zio Alessandro,  ma le vicende accadute in Italia nel settembre del 1547 costringono lui e il Farnese a fare rientro a Parma, per proteggerla ed evitare che cada nelle mani degli imperiali di Ferrante I Gonzaga, come era successo già per l'altra città importante sotto il dominio dei Farnese, Piacenza, dove fu assassinato il 10 settembre il duca Pier Luigi Farnese. Alla morte del papa Paolo III, nel 1549, Paolo II viene nominato custode del conclave che si tiene a Roma per essere quindi onorato dal Duca Ottavio con il titolo di Luogotenente Generale del Ducato. Dichiarato, insieme con Ottavio, nemico dal nuovo papa Giulio III (che gli intimò anche di lasciare immediatamente il servizio militare per il Duca), nel 1551, a seguito delle conquiste del Gonzaga, Paolo è costretto a recarsi con gli eserciti ducali prima a Mirandola, e poi, uscito dalla città con molti fanti, ottiene molte vittorie ai danni degli spagnoli fino a Soragna, dove per poco non arriva allo scontro con gli iberici comandati da Francesco di Bimonte. Dal 1552 al 1554 prende parte alla Guerra di Siena, mentre nel 1555 fa da ambasciatore per conto di Ottavio Farnese, che lo manda a rendere omaggio al nuovo papa Marcello II; inoltre, nello stesso anno si occupa di rinforzare i confini del ducato, insidiati dalla costante pressione francese. Ma la svolta si ha dopo il trattato di Gand (15 settembre 1556): il Vitelli si reca prima a Milano, per prestare giuramento ai legati di Filippo II di Spagna, quindi riesce a riconquistare Piacenza, per riconsegnarla al duca Ottavio Farnese . Alla morte di Paolo IV, con suo nipote Chiappino Vitelli inizia l'assedio di Montone, e sebbene il collegio dei cardinali intervenga per far cessare le battaglie, i due esponenti tifernati riescono ad entrare nella città (1559). Il 23 marzo 1566, il Vitelli, insieme ad una scorta di quasi cento cavalieri, parte da Parma per raggiungere le Fiandre, dove ha l'incarico di condurre la principessa Maria d'Aviz nel capoluogo emiliano, dove diventerà la moglie del duca Alessandro Farnese. Nel 1571 segue Alessandro Farnese nella battaglia di Lepanto,prima di morire nel 1574 a Parma.

## Palazzo Vitelli a Sant'Egidio
Nel 1540,Paolo volle farsi costruire una nuova residenza, la quale superò tutte le altre costruzioni volute dai Vitelli per magnificenza e stile. Nella residenza furono ospiti perfino il Duca di Parma e Piacenza, Ottavio Farnese , e Giovanna d'Austria, moglie del Granduca Francesco I de' Medici (1573). Nella tradizione , viene narrato che fu proprio lo stesso Paolo a realizzare il progetto della casa, che presenta varie incongruenze. Comunque, alla realizzazione dell'opera parteciparono artisti come Prospero Fontana, Niccolò Circignani, Giorgio Vasari e Cristoforo Gherardi. Il salone principale fu abbellito con scene delle vittorie militari della famiglia Vitelli, mentre la cappella è ornata con scene dell'Antico e Nuovo Testamento. Inoltre, la villa presenta un giardino di ampie dimensioni, che ricorda molto il Giardino di Boboli, in Firenze.